# Universitätsklinik für Gynäkologie und Geburtshilfe Dr. Dumitru Popescu
Die Universitätsklinik für Gynäkologie und Geburtshilfe Dr. Dumitru Popescu (rumänisch Spitalul Clinic de Obstretică și Ginecologie Dr. Dumitru Popescu) ist eine Frauenklinik mit Geburtshilfe im IV. Bezirk Iosefin am Bulevardul 16 Decembrie Nummer 22–24/Strada Odobescu Nummer 1–3 in Timișoara, Rumänien.

## Geschichte
Der Gynäkologe Ludwig Diel gründete 1921 das zweite Frauensanatorium Temeswars in der Josefstadt. Diehl studierte an der Universität in Budapest Chirurgie und Gynäkologie und absolvierte anschließend mehrere Fortbildungslehrgänge bei den Professoren Hans von Haberer und August Bier.
Nach der Verstaatlichung von 1948 ging daraus die Universitätsklinik für Frauenheilkunde und Gynäkologie Dr. Dumitru Popescu hervor.
Infolge des Beschlusses Nummer 871 vom August 2011 wurde die Universitätsklinik für Gynäkologie und Geburtshilfe Dr. Dumitru Popescu mit 246 Betten dem Munizipalklinikum für Notfallmedizin Timișoara (rumänisch: Spitalul Clinic Municipal de Urgență Timișoara) mit 778 Betten angegliedert.